# Pinjar
Pour plus de détails, voir Fiche technique et Distribution.
Pinjar (पिंजर) est un film dramatique indien, réalisé par Chandra Prakash Dwivedi, sorti en 2003. Il est adapté du roman éponyme d'Amrita Pritam, paru en 1950.

## Synopsis
Puro est victime des vengeances familiales et des violences engendrées par la Partition.

## Fiche technique
Sauf indication contraire, les informations mentionnées dans cette section peuvent être confirmées par la base de données cinématographiques IMDb,  présente dans la section « Liens externes ».
- Titre : Pinjar
- Titre original : पिंजर
- Réalisation : Chandra Prakash Dwivedi
- Scénario : Chandra Prakash Dwivedi, d'après le roman éponyme de Amrita Pritam
- Dialogues : Amrita Pritam
- Direction artistique : Muneesh Sappel
- Costumes : Muneesh Sappel
- Maquillage : Muneesh Sappel
- Photographie : Santosh Thundiiayil
- Montage : Ballu Saluja
- Musique : Uttam Singh
- Sociétés de production : Lucky Star Entertainment
- Sociétés de distribution : Net Effect Media
- Budget de production : 110 400 000 ₹
- Pays d'origine :  Inde
- Langues : Hindi, ourdou
- Format : Couleurs - 2,35:1 - DTS / Dolby Digital / SDDS - 35 mm
- Genre : Drame
- Durée : 188 minutes (3 h 08)
- Dates de sorties en salles :
  -  Inde : 24 octobre 2003

## Distribution
- Urmila Matondkar : Puro/Hamida
- Manoj Bajpayee : Rashid
- Sanjay Suri : Ramchand
- Sandali Sinha : Lajjo
- Priyanshu Chatterjee : Trilok
- Isha Koppikar : Rajjo
- Lilette Dubey : Tara, la mère de Puro
- Kulbhushan Kharbanda : Mohanlal, le père de Puro
- Alok Nath : Shyamlal, le père de Ramchand
- Farida Jalal : la mère de Ramchand
- Seema Biswas : Pagali
- Dina Pathak : la tante de Rahim
- Sudha Shivpuri : la mère de Rahim
- Parveena Bano : l'épouse de Rahim
- Pradeep Kukreja : Hukamchand
- Salima Raza : l'épouse de Hukamchand
- Ghulam Arif : directeur général
- Rohitash Gaud : le frère de Rashid

## Bande originale
Albums de Uttam Singh
Pyaar Diwana Hota Hai
(2002) The Hero: Love Story of a Spy
(2003)
La bande originale du film, composée par Uttam Singh. Elle comprend dix chansons, écrites par Gulzar, sauf pour Charkha Chalati Maa, Waris Shah Nu, Sita Ko Dekhe et Shabad, écrites par Amrita Pritam. Elles sont chantées, pour la plupart, par la chanteuse de playback Preeti Uttam, accompagnés par d'autres interprètes dont Udit Narayan, Kavita Krishnamurthy et Jagjit Singh, qui apparaissent également dans la bande originale.
| 1.    | Shaba Ni Shaba      | Kavita Krishnamurthy, Udit Narayan, Sadhana Sargam   | 5:40 |
| 2.    | Maar Udari          | Amey Date, Jaspinder Narula, Nihar S., Preeti Uttam, | 5:26 |
| 3.    | Haath Choote (duo)  | Jagjit Singh, Preeti Uttam                           | 6:52 |
| 4.    | Vatna Ve            | Roop Kumar Rathod, Uttam Singh                       | 5:30 |
| 5.    | Darda Marya         | Wadali Brothers, Jaspinder Narula                    | 6:31 |
| 6.    | Charkha Chalati Maa | Preeti Uttam                                         | 4:56 |
| 7.    | Sita Ko Dekhe       | Sadhana Sargam, Suresh Wadkar                        | 3:10 |
| 8.    | Shabad              | Preeti Uttam                                         | 3:36 |
| 9.    | Waris Shah Nu       | Wadali Brothers, Preeti Uttam                        | 9:03 |
| 57:36 |                     |                                                      |      |

## Distinctions
| Année           | Distinction                 | Catégorie                             | Nom                                            | Résultat   |
| --------------- | --------------------------- | ------------------------------------- | ---------------------------------------------- | ---------- |
| 20 février 2004 | Filmfare Awards             | Meilleure direction artistique        | Munish Sappal                                  | Lauréat    |
| 26 février 2004 | Zee Cine Awards             | Meilleur parolier                     | Amrita Pritam (pour Charkha Chalaati Maa)      | Lauréat    |
| 26 février 2004 | Zee Cine Awards             | Meilleure histoire                    | Amrita Pritam                                  | Lauréat    |
| 26 février 2004 | Zee Cine Awards             | Meilleure direction artistique        | Muneesh Sappel                                 | Lauréat    |
| 26 février 2004 | Zee Cine Awards             | Meilleurs costumes                    | Muneesh Sappel                                 | Lauréat    |
| 26 février 2004 | Zee Cine Awards             | Meilleur réalisateur                  | Chandra Prakash Dwivedi                        | Nomination |
| 26 février 2004 | Zee Cine Awards             | Meilleur acteur dans un second rôle   | Sanjay Suri                                    | Nomination |
| 26 février 2004 | Zee Cine Awards             | Meilleure chanteuse de play-back      | Preeti Uttam Singh (pour Charkha Chalaati Maa) | Nomination |
| 26 février 2004 | Zee Cine Awards             | Meilleure photographie                | Santosh Thundiiayil                            | Nomination |
| 26 février 2004 | Zee Cine Awards             | Meilleure musique d'accompagnement    | Uttam Singh                                    | Nomination |
| 28 mai 2004     | Producers Guild Film Awards | Meilleur réalisateur débutant         | Chandra Prakash Dwivedi                        | Lauréat    |
| 28 mai 2004     | Producers Guild Film Awards | Meilleure actrice                     | Urmila Matondkar                               | Nomination |
| 28 mai 2004     | Producers Guild Film Awards | Meilleure actrice dans un second rôle | Sandali Sinha                                  | Nomination |
| 28 mai 2004     | Producers Guild Film Awards | Meilleure photographie                | Santosh Thundiiayil                            | Nomination |
| 16 janvier 2005 | Screen Awards               | Meilleure histoire                    | Amrita Pritam                                  | Lauréat    |
| 16 janvier 2005 | Screen Awards               | Meilleure photographie                | Santosh Thundiiayil                            | Lauréat    |
| 16 janvier 2005 | Screen Awards               | Meilleure direction artistique        | Muneesh Sappel                                 | Lauréat    |
| 16 janvier 2005 | Screen Awards               | Meilleur acteur dans un second rôle   | Manoj Bajpayee                                 | Nomination |
| 16 janvier 2005 | Screen Awards               | Meilleur parolier                     | Amrita Pritam (pour Charkha Chalaati Maa)      | Nomination |
| 16 janvier 2005 | Screen Awards               | Meilleur son                          | Narinder Singh                                 | Nomination |
| 16 janvier 2005 | Screen Awards               | Meilleure musique d'accompagnement    | Uttam Singh                                    | Nomination |
| 3 février 2005  | National Film Awards        | Prix spécial du meilleur film         | Manoj Bajpai                                   | Lauréat    |